# 阿什哈巴德
阿什哈巴德（發音：[ɑʃɢɑˈbɑt]），为中亚国家土庫曼的首都，人口1,031,992（2012年），面积约300km²。
1948年10月，阿什哈巴特受地震摧毀，此後在尼亞佐夫的領導下進行重建，其中使用了大量的白色大理石作為建材，故阿什哈巴特又被稱為「白色大理石之城」。

## 歷史
阿什哈巴德位於古代安息王國最初的首都尼薩東南方18公里處。位處於當時絲綢之路的路線上，當時被稱為科奇卡拉，在公元前2世紀是一個產酒的村落。後來在公元前1世紀的一次大地震，整條村被地震所毀滅，但其優越的地理位置，使村落其後又再重建，直到13世紀蒙古帝國的興起時，連同花剌子模一起被毀滅。
而「阿什哈巴德」這個名字早在19世纪中叶的历史文献出現，意思为“爱之城”，当时为土库曼人的一支捷詹人的城堡。1881年，基於《阿克哈條約》，阿什哈巴德連同花剌子模其他地方被波斯割讓與沙俄，沙俄立即组建後裡海軍區，並在阿什哈巴德建立要塞，作為軍區的行政中心。1885年～1889年建成通向裡海和塔什干的铁路，发展迅速，成为俄国和伊朗的贸易中心。1925年成为土库曼苏维埃社会主义共和国的首都。1948年10月，阿什哈巴德遭受大地震破坏，16萬人於地震中死亡，之後重建。1991年，土庫曼斯坦獨立，作為新國家的首都及政治、經濟、文化的新中心，阿什哈巴德大興土木，以迎合將來的位置與機遇。

## 地理
阿什哈巴德是卡拉库姆沙漠中的一个绿洲城市，位於土庫曼斯坦南部，卡拉库姆沙漠和科佩特山交界处。
阿什哈巴德距伊朗边境30多公里。在第一次世界大戰爆發後，成为了沙俄与伊朗之間的贸易重镇。

### 氣候
由於阿什哈巴德位處於卡拉库姆沙漠和科佩特山交界处，阿什哈巴德的北部與沙漠接壤，距離科佩特山也只有25公里，因此當地的氣候為典型大陆性气候的沙漠气候，夏季漫长，炎热干燥；冬季短暂，温和而少雪。昼夜温差较大，日照极为充分。全年的總降雨量也只是227毫米，當中以三月和四月最潮濕。
| 阿什哈巴德                                              | 阿什哈巴德    | 阿什哈巴德   | 阿什哈巴德   | 阿什哈巴德   | 阿什哈巴德   | 阿什哈巴德   | 阿什哈巴德   | 阿什哈巴德   | 阿什哈巴德   | 阿什哈巴德   | 阿什哈巴德  | 阿什哈巴德  | 阿什哈巴德    |
| 月份                                                    | 1月           | 2月          | 3月          | 4月          | 5月          | 6月          | 7月          | 8月          | 9月          | 10月         | 11月        | 12月        | 全年          |
| ------------------------------------------------------- | ------------- | ------------ | ------------ | ------------ | ------------ | ------------ | ------------ | ------------ | ------------ | ------------ | ----------- | ----------- | ------------- |
| 历史最高温 °C（°F）                                     | 28.7 (83.7)   | 32.6 (90.7)  | 38.6 (101.5) | 39.4 (102.9) | 44.5 (112.1) | 46.7 (116.1) | 45.5 (113.9) | 45.7 (114.3) | 45.6 (114.1) | 40.1 (104.2) | 37.0 (98.6) | 33.1 (91.6) | 46.7 (116.1)  |
| 平均高温 °C（°F）                                       | 8.6 (47.5)    | 11.2 (52.2)  | 16.5 (61.7)  | 24.1 (75.4)  | 30.1 (86.2)  | 36.0 (96.8)  | 38.3 (100.9) | 37.2 (99.0)  | 31.7 (89.1)  | 24.3 (75.7)  | 16.8 (62.2) | 10.4 (50.7) | 23.8 (74.8)   |
| 日均气温 °C（°F）                                       | 3.5 (38.3)    | 5.5 (41.9)   | 10.4 (50.7)  | 17.4 (63.3)  | 23.3 (73.9)  | 29.0 (84.2)  | 31.3 (88.3)  | 29.6 (85.3)  | 23.6 (74.5)  | 16.5 (61.7)  | 10.2 (50.4) | 5.1 (41.2)  | 17.1 (62.8)   |
| 平均低温 °C（°F）                                       | −0.4 (31.3)   | 1.0 (33.8)   | 5.5 (41.9)   | 11.6 (52.9)  | 16.6 (61.9)  | 21.5 (70.7)  | 23.8 (74.8)  | 21.7 (71.1)  | 16.1 (61.0)  | 10.1 (50.2)  | 5.2 (41.4)  | 1.2 (34.2)  | 11.2 (52.2)   |
| 历史最低温 °C（°F）                                     | −24.1 (−11.4) | −20.8 (−5.4) | −13.3 (8.1)  | −0.8 (30.6)  | 1.3 (34.3)   | 9.2 (48.6)   | 13.8 (56.8)  | 9.5 (49.1)   | 2.0 (35.6)   | −5.1 (22.8)  | −13.1 (8.4) | −16 (3)     | −24.1 (−11.4) |
| 平均降水量 mm（）                                       | 20 (0.8)      | 23 (0.9)     | 41 (1.6)     | 32 (1.3)     | 21 (0.8)     | 6 (0.2)      | 3 (0.1)      | 1 (0.0)      | 3 (0.1)      | 10 (0.4)     | 19 (0.7)    | 20 (0.8)    | 199 (7.8)     |
| 平均降水天数（≥ 1.0 mm）                                | 9             | 8            | 11           | 10           | 7            | 2            | 1            | 1            | 2            | 5            | 6           | 8           | 70            |
| 平均相對濕度（％）                                      | 78            | 72           | 66           | 58           | 47           | 35           | 34           | 34           | 40           | 54           | 68          | 77          | 55            |
| 月均日照時數                                            | 111.6         | 121.5        | 145.7        | 195.0        | 275.9        | 336.0        | 353.4        | 347.2        | 288.0        | 217.0        | 156.0       | 105.4       | 2,652.7       |
| 来源1：Pogoda.ru.net, World Meteorological Organisation |               |              |              |              |              |              |              |              |              |              |             |             |               |
| 来源2：HKO                                              |               |              |              |              |              |              |              |              |              |              |             |             |               |

### 人口
阿什哈巴德人口結構主要為土庫曼族，其次則為俄羅斯人、亞美尼亞人與亞塞拜然族。
2000年10月的人口有63.7万，2009年統計有90.9萬人。每年人均人口增長約為5%。

## 經濟
阿什哈巴德的经济主导产业是食品工业、金屬加工业等:181。它是跨里海鐵路的主要停靠站。阿什哈巴德的大部分就業機會由國家機構提供；例如土庫曼斯坦政府的部委、副秘書處和其他行政機構。也有許多外國公民在各自國家的大使館擔任外交官或辦事員。阿什哈巴德以印度、阿曼、伊朗、土庫曼斯坦、烏茲別克斯坦和哈薩克斯坦簽署的阿什哈巴德協議命名，旨在建立國際運輸和過境走廊，促進中亞和波斯灣之間的貨物運輸。
在2019年和2020年，阿什哈巴德在ECA國際的生活成本調查中是全球外籍人士生活成本最高的城市。根據2020年美世生活成本調查，它還被列為全球第二大生活成本最高的城市。[8]外國人的高生活成本歸因於嚴重的通貨膨脹和不斷上升的進口成本。

### 工業
1881年至1921年間，阿什哈巴德幾乎沒有工業。Muradov提到，1915年該市有“68家企業，主要是半手工業企業，共有200-300名工人。”另一個消息來源稱，截至1911年，400多名“工人”中大約一半的勞動力來自受僱於鐵路站，從事機車和軌道車的維護和修理，其餘從事軋棉、棉籽油提取、麵粉加工以及皮革、磚塊、玻璃和鐵的生產。到1915年，該市擁有三間印刷廠、一座發電站、三座軋棉機、一家奶油廠、一家製革廠和35個磚廠。
1921年，蘇聯當局建造了一個新的玻璃廠以及一個葡萄酒和烈酒廠。在接下來的幾年裡又增加了幾家工廠，包括“紅色金屬工人”鐵廠（1925年）、絲紡廠（1928年）、棉紡廠和紡織廠（1929年）、糖果廠（1930年）、服裝廠工廠(1933)、鞋廠(1934)和肉類罐頭廠(1938)。截至1948年，阿什哈巴德擁有“大約20家大型工廠企業，生產織物、玻璃、鞋類、服裝、肉製品、挖泥機、農具零件等。”
土库曼斯坦独立后，阿什哈巴德及其郊区已经拥有超過40家大型、近130家中型工業企業以及1,700多间小型工業設施:181。

### 電力
阿巴丹國家電廠（現為Büzmeýin國家電廠）於1957年投產，是土庫曼斯坦第一座大型電廠。兩個容量為123兆瓦的燃氣輪機電廠目前在該電廠發電。[128]位於城市南部的阿什哈巴德國家電廠於2006年開始運營，配備燃氣輪機發電機，總裝機容量為254.2兆瓦[128]。
阿什哈巴德還從位於阿哈爾省城外的阿哈爾國家發電廠獲取電力。它於2010年開始運營，配備兩台發電量為254.2兆瓦的燃氣輪機。2013年增加了三台小型燃氣輪機，2014年又增加了兩台燃氣輪機，使容量達到648.1兆瓦。

### 購物
Choganly的AltynAsyr集市，也被稱為“Tolkuchka”，出售包括傳統織物和手工編織地毯在內的製成品，以及牲畜和二手汽車。現代購物區主要位於中央街道，包括現代Berkarar購物中心、Paýtagt和Aşgabat購物中心，以及15年獨立購物中心，俗稱“批發市場”“（俄語：Optovyyrynok）。
當地居民傾向於在傳統集市購物：Gülistan（俄羅斯）集市、Teke集市、Daşoguz集市、Paytagt(Mir)集市和Jennet集市。土耳其人擁有的Yimpaş百貨公司於2016年12月關閉。

## 交通
外裡海鐵路在本市設站。薩帕爾穆拉特·尼亞佐夫國際機場位在本市約10公里處。土庫曼航空的總部也設於本市。

## 歷任市長
- 杜尔德雷耶夫（Durdylyýew Şamuhammet）
- 奥拉佐夫[15]
- Azat Bilishov[16]

## 姊妹城市
阿什哈巴德的姐妹城市:
- 阿克套
- 阿布奎基 (1990)
- 安卡拉 (1994)
- 阿斯塔納 (2017)
- 雅典
- 巴馬科 (1974)
- 比什凱克 (2018)
- 杜尚別 (2017)
- 基輔 (2001)
- 蘭州 (1992)
- 塔什干 (2017)

### 夥伴城市
阿什哈巴德和以下城市合作:
- 埃里溫 (2014)
- 東京 (2014)

## 外部連結
- （页面存档备份，存于）
- 阿什哈巴德照片圖庫 （页面存档备份，存于）
- 阿什哈巴德現代照片圖庫 （页面存档备份，存于）
- impressions of Ashgabat （德文）
- Page on modern Ashgabat （页面存档备份，存于） （俄文）
- 1948年以前在 阿什哈巴德 的巴哈伊信仰活動照片圖庫 （页面存档备份，存于）